# Csáth Géza
Csáth Géza, született Brenner József István Izabella (Szabadka, 1887. február 13. – Kelebia és Szabadka közelében, 1919. szeptember 11.) magyar író, orvos, pszichiáter, pszichoanalitikus, zenekritikus, zeneszerző. Jász (Brenner) Dezső bátyja és Kosztolányi Dezső unokatestvére.

## Élete és munkássága
Brenner József és Decsy Etelka gyermekeként született. Anyja korán meghalt, főügyész apja későbbi feleségével együtt nevelte. Szenvedélyesen zenélő apja hegedűművészt akart nevelni belőle, de ő festő akart lenni. Alkotásvágya miatt nem volt türelme gyakorolni, festményeit pedig a rajztanára kinevette, és csak elégségesnek ítélte. Írásait viszont környezete már korán értékelte. A Bácskai Hírlap közönségének 14 éves korában mutatkozott be mint zenekritikus, de tizenhét éves koráig nagyon keveset írt. Nyolcadikos gimnazistaként Bródy Sándornak, a Jövendő akkori főszerkesztőjének küldte el A kályha című novelláját. Bródy biztatására kezdett komolyabban foglalkozni az írással.
1904-től, az érettségi után a Budapesti Orvosi Egyetemen tanult, az anatómia és az élettan lekötötte minden idejét. 1906-tól a Budapesti Naplóban jelentek meg írásai, de más lapokban is publikált. A Nyugatnak 1908-as alapításától munkatársa volt. Ugyanebben az évben jelent meg első novelláskötete, A varázsló kertje. 1909-ben szerezte meg orvosi diplomáját, majd Budapesten, a Moravcsik-féle Elme- és Idegkórtani Klinikán kezdett dolgozni gyakornokként. (Az épületben ma a Semmelweis Egyetem Pszichiátriai és Pszichoterápiás Klinikája működik, és márványtábla őrzi Csáth emlékét, amelyet 2005 szeptemberében Kéner Balázs újságíró, Csáth-kutató állított.)
Idegorvosi munkásságának kiemelkedő alkotása az Egy elmebeteg nő naplója, mely – saját naplóját leszámítva – egész munkásságának legnagyobb szabású darabja. Ebben egy paranoiás nő kórképét írta meg, amelyben a hagyományos pszichiátria és a pszichoanalízis szempontjai keverednek. Többek között ez a mű ihlette Szász János filmrendező Ópium – Egy elmebeteg nő naplója című filmjét, amely a 38. Magyar Filmszemlén négy díjat is nyert. Az alkotás irodalmi szakértője az emléktáblát állító Kéner Balázs volt.
Csáth 1910. április 10-én, hajnali fél hatkor használt először morfiumot, amire ettől kezdve tudatosan rászokott, mert érdekelte annak tudatmódosító hatása. Először azért nyúlt a szerhez, mert – tévesen – tüdőbajt diagnosztizáltak nála. Morfinista szenvedélyét azonban csak rövid ideig sikerült kordában tartania. A morfium hatása alatt szerzett élményei irodalmi művein erősen érződnek, melyekben az ideggyógyászat akkori eredményeit is felhasználta, orvosi megfigyeléseinek irodalmi keretet adott. 1911-ben jelent meg a Délutáni álom című elbeszéléskötete, amelyben többek között ezen tapasztalatokat dolgozta fel.
Csáth 1910-től különböző fürdőhelyeken volt orvos. Ekkoriban sok műve született, a munka mellett maradt ideje az írásra is. 1912-ben felvették a Martinovics szabadkőműves páholyba, egyszerre Adyval. 1913-ban feleségül vette Jónás Olgát, akinek tőle 1918-ban lánya született. 1914-től katonaorvosi szolgálatra hívták be, de a fronton teljesen elvesztette uralmát szenvedélybetegsége felett, napi adagjai folyamatosan nőttek. Rossz idegállapota miatt gyakran szabadságolták, majd 1917-ben végleg leszerelték.
A leszokást elősegítendő, falusi orvos lett Földesen, majd Regőcén, de a gondok csak fokozódtak. Környezetével megromlott a kapcsolata, fokozódott paranoiája. 1919-ben már a bajai elmeosztályon ápolták. Miután megszökött, lelőtte feleségét, és öngyilkosságot próbált meg elkövetni. A sikertelen kísérlet után a szabadkai Mária Valéria Közkórházban ápolták. Újabb szökése után Kelebiánál, a szerb demarkációs vonalnál 1919. szeptember 11-én feltartóztatták. Nem sokkal később pantopon-túladagolásban meghalt. Agyvelejét, szívét és máját, kívánsága szerint, öccse a pesti klinikára, első munkahelyére küldte, vizsgálatra. Azokat ott is temették el, fekete emléktáblája később arra a helyre került, egykori rendelője ablaka alá.
Munkássága nagy hatást gyakorolt a későbbi írógenerációkra, így több követője is akadt.

## Válogatott bibliográfia

### Életében megjelent kötetei
- A varázsló kertje; Deutsch, Budapest, 1908
- Puccini; Jókai Ny., Budapest, 1908
- Az albíróék és egyéb elbeszélések; Mozgó könyvtár vállalat, Budapest, 1909 (Mozgó könyvtár)
- Délutáni álom; Nyugat, Budapest, 1911 (A Nyugat könyvei)
- A Janika. Tragikomédia két felvonásban; Nyugat, Budapest, 1911 (Nyugat könyvtár) Online
- Zeneszerző portrék; Politzer, Budapest, 1911 (Modern könyvtár)
- Brenner József: Az elmebetegségek psychikus mechanizmusa; Eggenberger, Budapest, 1912
- Schmith mézeskalácsos. Elbeszélések; Athenaeum, Budapest, 1912 (Modern könyvtár) Online
- Muzsikusok. Novellák; Tevan, Békéscsaba, 1913 (Tevan-könyvtár)

### Gyűjtemények, válogatások

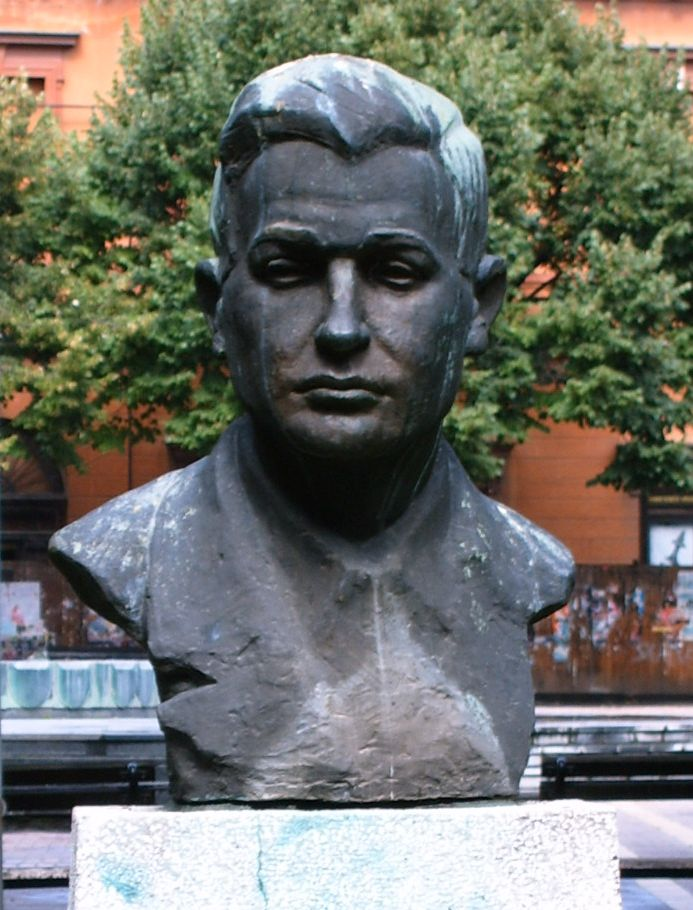
Csáth Géza mellszobra szülővárosában, Szabadkán

- A varázsló halála. Elbeszélések; vál., sajtó alá rend., bev. Illés Endre; Szépirodalmi, Budapest, 1964
- Éjszakai esztetizálás. 1906–1912. zenei évadjai; sajtó alá rend., bev. Demény János; Zeneműkiadó, Budapest, 1971
- Apa és fiú; vál. Illés Endre; Szépirodalmi, Budapest, 1973 (Kiskönyvtár)
- Hamvazószerda; sajtó alá rend., bev. Dér Zoltán, ill. Bálint Endre; Szépirodalmi, Budapest, 1974
- Írások az élet jó és rossz dolgairól. Kritikák, cikkek, karcolatok; összegyűjt., bev., jegyz. Dér Zoltán; Szabadkai Munkásegyetem, Szabadka, 1975 (Életjel könyvek)
- Ismeretlen házban, 1–2.; összegyűjt., utószó Dér Zoltán; Forum, Újvidék, 1977
- Csáth Géza–Havas Emil–Munk Artur: A repülő Vucsidol. Regény; sajtó alá rend., utószó Dér Zoltán; Életjel, Szabadka, 1978 (Életjel könyvek)
- Egy elmebeteg nő naplója. Csáth Géza ismeretlen orvosi tanulmánya; szöveggond., sajtó alá rend. Szajbély Mihály; Magvető, Budapest, 1978 (Magyar tallózó)
- A varázsló halála; vál., sajtó alá rend., bev. Illés Endre, ill. Kass János; 3. bőv. kiad.; Szépirodalmi, Budapest, 1987
- Elfeledett álom. Csáth Géza válogatott művei; vál., szerk., utószó Vargha Kálmán; Kozmosz Könyvek, Budapest, 1987 (A magyar irodalom gyöngyszemei)
- Napló, 1912–1913; Babits, Szekszárd, 1989
- A tűz papnője. Kötetben még nem publikált írások; összegyűjt., szerk., előszó Urbán V. László, szöveggond. Tasnádi Edit; Aqua, Budapest, 1993
- Mesék, amelyek rosszul végződnek. Összegyűjtött novellák; szerk., sajtó alá rend. Szajbély Mihály; Magvető, Budapest, 1994
- Ópium. Válogatott novellák; Interpopulart, Szentendre, 1995 (Populart füzetek)
- Rejtelmek labirintusában. Összegyűjtött esszék, tanulmányok, újságcikkek; szerk., sajtó alá rend. Szajbély Mihály; Magvető, Budapest, 1995
- Napló, 1912–1913; utószó Töttős Gábor; Windsor, Budapest, 1995
- Az életet nem lehet becsapni. Összegyűjtött színpadi művek; szerk., sajtó alá rend. Szajbély Mihály; Magvető, Budapest, 1996
- Ópium. Válogatott novellák; Interpopulart, Szentendre, 1996 (Populart füzetek)
- Fej a pohárban. Napló és levelek, 1914–1916; sajtó alá rend. Dér Zoltán, Szajbély Mihály; Magvető, Budapest, 1997
- Egy elmebeteg nő naplója. Összegyűjtött elmeorvosi tanulmányok; szerk., sajtó alá rend. Szajbély Mihály; 4. átdolg., bőv. kiad.; Magvető, Budapest, 1998
- Lidércálmok; vál., szerk. Hunyadi Csaba; LAZI, Szeged, 2000
- A varázsló halála. Novellák; vál., utószó Király Levente; Magvető, Budapest, 2000 (Millenniumi könyvtár)
- Álmok asszonya; vál., szerk. Hunyadi Csaba, LAZI, Szeged, 2000
- Zeneszerző portrék; Barnaföldi Archívum, Budapest, 2000
- A muzsika mesekertje. Összegyűjtött írások a zenéről; szerk., sajtó alá rend. Szajbély Mihály; Magvető, Budapest, 2000
- A varázsló kertje…; szöveggond., utószó Hegyi Katalin; Unikornis, Budapest, 2001 (A magyar próza klasszikusai)
- Az álmodás lélektana. Ismeretlen elmeorvosi tanulmányok; szerk., tan. Dér Zoltán, utószó Sági Zoltán; LAZI, Szeged, 2001
- Álomtalan ébrenlét; vál., szerk. Hunyadi Csaba; Lazi, Szeged, 2001
- Csáth Géza–Havas Emil–Munk Artúr: A repülő Vucsidol; sajtó alá rend., utószó Dér Zoltán; LAZI, Szeged, 2001
- Csáth Géza válogatott novellái; összeáll., szerk. Urbán László, utószó Tarján Tamás; Szukits, Szeged, 2001 (A magyar novella mesterei)
- Álmok asszonya; vál., szerk. Hunyadi Csaba; LAZI, Szeged, 2002
- Napló, 1912–1913; 1913-as új naplórészletek közread., tan. Dér Zoltán; Lazi, Szeged, 2002
- Válogatott elbeszélések; vál., jegyz. Osztovits Szabolcs; Európa, Budapest, 2003 (Európa diákkönyvtár)
- ifj. Brenner József (Csáth Géza): Napló. 1897–1899; sajtó alá rend., utószó Dér Zoltán; Szabadegyetem, Szabadka, 2005 (Életjel könyvek)
- Emlékirataim a nagy évről. Háborús visszaemlékezések és levelek; szerk., előszó Dér Zoltán, utószó Dévavári D. Zoltán; Lazi, Szeged, 2005
- Válogatott novellák; vál., utószó Tidrenczel Mária; Palatinus, Budapest, 2006
- ifj. Brenner József (Csáth Géza): Napló. 1900–1902; szerk., utószó Dér Zoltán; Szabadegyetem, Szabadka, 2006 (Életjel könyvek)
- ifj. Brenner József (Csáth Géza): Napló. 1906–1911; szerk. Beszédes Valéria; Szabadegyetem, Szabadka, 2007 (Életjel könyvek)
- ifj. Brenner József (Csáth Géza): Napló. 1903–1904; szerk. Dér Zoltán; Szabadegyetem, Szabadka, 2007 (Életjel könyvek)
- Elbeszélések; Népszabadság Könyvek, Budapest, 2007 (A magyar irodalom remekei. XX. század)
- Hamisság és igazság. Csáth Géza füveskönyve; vál., összeáll. Papp Csaba; Lazi, Szeged, 2007
- 1000 x ölel Józsi. Családi levelek 1904–1908; sajtó alá rend., utószó Beszédes Valéria; Szabadegyetem, Szabadka, 2007 (Életjel könyvek)
- Muzsikusok. Novellák; Tevan Alapítvány, Budapest, 2008
- 1000 x ölel Józsi. Családi levelek 1909–1912; sajtó alá rend., utószó Beszédes Valéria; Szabadegyetem, Szabadka, 2008 (Életjel könyvek)
- 1000 x ölel Józsi. Családi levelek 1913–1919; sajtó alá rend., utószó Beszédes Valéria; Szabadegyetem, Szabadka, 2008
- A varázsló kertje; Corvin, Déva, 2009
- Csak nézni kell ezeket a rajzokat…; Csáth Géza földesi naplórajzainak és rajzfüzetének atlasza; szerk. Ágoston Pribilla Valéria, Hózsa Éva, Ninkov K. Olga; Városi Könyvtár, Szabadka, 2009
- Válogatott elbeszélések; vál., jegyz. Osztovits Szabolcs; Európa, Budapest, 2011 (Európa diákkönyvtár)
- „Méla akkord: hínak lábat mosni”. Naplófeljegyzések 1897–1904; sajtó alá rend. Molnár Eszter Edina, Szajbély Mihály; Magvető–PIM, Budapest, 2013
- Úr volt rajtam a vágy. Naplófeljegyzések és visszaemlékezések, 1906–1914; sajtó alá rend. Molnár Eszter Edina, Szajbély Mihály; Magvető, Budapest, 2016
- Sötét örvénybe süllyedek. Naplófeljegyzések és visszaemlékezések, 1914–1919; sajtó alá rend. Molnár Eszter Edina, Szajbély Mihály; utószó Molnár Eszter Edina; Magvető, Budapest, 2017
- Smaragd asztal. Csáth Géza válogatott levelezése; szöveggond., jegyz. Molnár Eszter Edina és Szajbély Mihály; Magvető, Budapest, 2020
- Izmos irodalmi kötelékben. Kosztolányi Dezső és Csáth Géza önképzőkörének jegyzőkönyvei; szerk., előszó, jegyz. Hicsik Dóra; Dotnet Kft., Bp., 2021
- Szabadka szépségeiről. Képes útikalauz; Magvető, Budapest, 2022

### Idegen nyelven
- Über Puccini. Eine Studie; németre ford. Heinrich Horvát; Harmonia, Budapest, 1928
- The magician's garden and other stories; vál., bev. D. Birnbaum Marianna, angolra ford. Jascha Kessler, Charlotte Rogers; Columbia University Press–Corvina, New York–Budapest, 1980
- Opium and other stories; vál., életrajzi jegyz. D. Birnbaum Marianna, angolra ford. Jascha Kessler, Charlotte Rogers, bev. Angela Carter; Penguin Books, London, 1983 (Penguin books)
- Oppio e altre storie; szerk., olaszra ford. Marinella D'Alessandro; Edizioni e/o, Roma, 1985
- Matkovrazda. 36 krátkych próz; összeáll., bev., szlovákra ford. Karol Wlachovsky; Tatran, Bratislava, 1987 (Svetová tvorba)
- Le silence noir. Nouvelles; franciára ford. Eva Gerő-Brabant, Emmanuel Danjoy, bev. Eva Gerő-Brabant, utószó Kosztolanyi Dezső; Alinéa, Aix-en-Provence, 1988 (Point de retour)
- Muttermord. Novellen; németre ford. Hans Skirecki; Brinkmann&Bose, Berlin, 1989
- U nepoznatoj kuci. Novele; szerbre ford. Lazar Merkovic, Tomislav Vojnic, utószó Dér Zoltán; Radnicki univ. "Veljko Vlahović", Subotica, 1989 (Életjel könyvek)
- Tagebuch, 1912–1913; németre ford. Hans Skirecki, utószó Földényi F. László; Brinkmann&Bose, Berlin, 1990
- Opijum; vál., szerbre ford., utószó Sava Babic; Tvoracka radionica BAB, Beograd, 1991 (Biblioteka Epos ovoga svijeta)
- En se comblant mutuellement de bonheur. Nouvelles; franciára ford., előszó Brabant-Gerö Éva, Marc Martin; Ombres, Toulouse, 1996 (Petite bibliotheéque Ombres)
- Vőluri surm. Ja teisi novelle; észtre ford. Kaarel Veskis; Perioodika, Tallinn, 1997 (Loomingu Raamatukogu)
- Erzählungen; vál., németre ford. Hans Skirecki; Brinkmann & Bose, Berlin, 1999
- Matkovrazda; szlovákra ford., utószó Karol Wlachovsky; Kalligram, Bratislava, 2000
- Opium. Selected stories by Géza Csáth; vál., angolra ford. Judith Sollosy; Corvina, Budapest, 2002
- Opium. Izbrani razkazi. Dnevnik 1912–1913 g.; bolgárra ford. Martin Hristov, Mina Coneva, Zdravko Cubriev; Ergo, Sofia, 2005
- Dnevnik, 1912–1913; macedónra ford. Anamarija Cinege-Panzova; ILI-ILI, Skopje, 2007 (Edicija Proaza)
- Cuentos que acaban mal; spanyol ford.; Nadir, Valencia, 2008
- El diario de Géza Csáth / Kosztolányi Dezső: Sobre la enfermedad y muerte de Géza Csáth; spanyolra ford. Cserháti Éva, Antonio Manuel Fuentes Gavino; Nadir, Valencia, 2009 (El Nadir DePaso)
- Tap truyen ngan; vietnámira ford. Nguyen Hong Nhung; Thanh Nien, Hanoi, 2009
- Dépendances. Journal, 1912–1913; franciára ford. Thierry Loisel, bev. Thierry Loisel, utószó Jean-Philippe Dubois; L'Arbre vengeur, Talence, 2009
- Contos húngaros. Kosztolányi, Csáth, Karinthy e Krúdy; portugálra ford. Paulo Schiller, bev. Nelson Ascher, szerk. Bruno Costa; Hedra, São Paulo, 2010
- Szad csarogyeja; orosz ford.; Centr knyigi Rudomino, Moszkva, 2013 (Vengerszkij sztyil')
- Carodéjova zahrada; vál., csehre ford. Lenka Kubelová; Runa, Prága, 2016
- Opium. Opowiadania i dzienniki; lengyelre ford. Elżbieta Cygielska et al. PIW, Varsó, 2016

### Szépirodalmi feldolgozások
- Sárosi István: Jeruzsálem, Jeruzsálem. Három dráma / A húszmilliomodik év. In memoriam Csáth Géza / Rákfene; Pro Pannonia, Pécs, 1998 (Pannónia könyvek)
- Lévay Endre: Félálom után. Monodráma; Szabadkai Munkásegyetem, Szabadka, 1969 (Életjel miniatűrök)